# Campionati del mondo di ciclismo su strada 1995
I Campionati del mondo di ciclismo su strada 1995 si disputarono in Colombia tra il 4 e l'8 ottobre 1995. Le gare a cronometro furono corse a Tunja, le gare in linea delle categorie Elite a Duitama e la gara in linea Dilettanti a Bogotà.

## Eventi

### Cronometro individuali
- Donne Elite – 26,000 km
- Uomini Elite – 43,000 km

### Corse in linea
- Donne Elite – 88,500 km
- Uomini Dilettanti – 177,000 km
- Uomini Elite – 265,500 km

## Medagliere
| Pos.   | Nazione     | Oro | Argento | Bronzo | Totale |
| ------ | ----------- | --- | ------- | ------ | ------ |
| 1      | Spagna      | 2   | 2       | 0      | 4      |
| 2      | Francia     | 2   | 1       | 0      | 3      |
| 3      | Paesi Bassi | 1   | 0       | 0      | 1      |
| 4      | Italia      | 0   | 1       | 1      | 2      |
| 5      | Canada      | 0   | 1       | 0      | 1      |
| 6      | Australia   | 0   | 0       | 1      | 1      |
| 6      | Colombia    | 0   | 0       | 1      | 1      |
| 6      | Germania    | 0   | 0       | 1      | 1      |
| 6      | Lituania    | 0   | 0       | 1      | 1      |
| Totale | Totale      | 5   | 5       | 5      | 15     |

## Sommario degli eventi
| Eventi                 | Oro                        | Tempo                      | Argento                  | Tempo   | Bronzo                        | Tempo   |
| Uomini Elite           |                            |                            |                          |         |                               |         |
| Gara in linea dettagli | Abraham Olano Spagna       | 7h09'55" Media 37,054 km/h | Miguel Indurain Spagna   | a 35"   | Marco Pantani Italia          | s.t.    |
| Cronometro dettagli    | Miguel Indurain Spagna     | 55'30"                     | Abraham Olano Spagna     | a 48"   | Uwe Peschel Germania          | a 2'03" |
| Uomini Dilettanti      |                            |                            |                          |         |                               |         |
| Gara in linea dettagli | Danny Nelissen Paesi Bassi | 4h52'39"                   | Daniele Sgnaolin Italia  | a 13"   | Victor Angel Becerra Colombia | a 46"   |
| Donne Elite            |                            |                            |                          |         |                               |         |
| Gara in linea dettagli | Jeannie Longo Francia      | 2h37'45"                   | Catherine Marsal Francia | a 38"   | Edita Pučinskaitė Lituania    | a 1'56" |
| Cronometro dettagli    | Jeannie Longo Francia      | 44'27"                     | Clara Hughes Canada      | a 1'11" | Kathryn Watt Australia        | a 1'25" |